# Taygetis daguana
Taygetis daguana är en fjärilsart som beskrevs av Andreas Bergmann 1928. Taygetis daguana ingår i släktet Taygetis och familjen praktfjärilar. Inga underarter finns listade i Catalogue of Life.